# حسين كنعان
حسين كنعان هو أستاذ جامعي وكاتب ومؤلف سياسي لبناني، ولد في عام 1938م، في بوداي قضاء بعلبك، مدينة بعلبك.

## سيرته العلمية
- حصل على شهادة الماجستير في العلاقات الدولية من جامعة جورج واشنطن في عام 1969م، وكانت عنوان الرسالة: «إسرائيل أزمة الشرق الأوسط».
- نال الدكتوراه في نظريات العلاقات الدولية من الجامعة الأميركية في واشنطن في عام 1974م، وعنوان الرسالة: «الإثنية والتركيبة اللبنانية».
- عمل أستاذاً لمواد العلوم السياسية في جامعة هاورد وجامعة ماريلاند بالولايات المتحدة الأميركية، ومن ثم انتقل إلى الجمهورية اللبنانية للتدريس في الجامعة اللبنانية الحكومية والجامعة الأميركية في بيروت.
- ألقى العديد من المحاضرات في مراكز متفرقة والمعاهد الدبلوماسية.

## المناصب التي تقلدها
- كان من مؤسسي حركة المحرومين، وأصبح أول رئيس للمكتب السياسي في الحركة (1976 - 1979).[1]
- ترأس مجلس إدارة الجنوب في لبنان (1979 - 1985).
- تولى منصب النائب أول لحاكم مصرف لبنان المركزي (1985 - 1990).

## من مؤلفاته المنشورة
1. الثقافة السياسية «قيم واتجاهات».[2]
2. اللعبة الدولية من لبنان إلى واشنطن.[3]
3. مستقبل العلاقات «العربية - الأميركية».[4]
4. من جورج واشنطن إلى أوباما «الولايات المتحدة الأميركية والنظام الدولي».
5. مسارات سياسية (حوارات ومقالات).
6. السيد موسى الصدر [5](قدر ودور) حاورته الأستاذة منى سكرية.
7. شؤون سياسية.

وقد كتب في عدد من الصحف العربية واللبنانية مثل النهار والسفير والأخبار والحياة وغيرها.
كما شارك في العديد من الندوات والمؤتمرات.